# Xaver Schlager
Xaver Schlager (Linz, 1997. szeptember 28. –) osztrák válogatott labdarúgó, középpályás. A Bundesligában szereplő RB Leipzig játékosa.

## Pályafutása
2015-ös U19-es labdarúgó-Európa-bajnokságon és a 2016-os U19-es labdarúgó-Európa-bajnokságon is részt vett.

### VfL Wolfsburg
2019. június 26-án Németországba szerződött a wolfsburgi együtteshez, 2023 nyaráig.
A 2019/20-as idény első tétmérkőzésén nevezték először a Hallescher FC elleni német kupamérkőzésre.
Öt nap elteltével kezdőként debütált a csapatban és végigjátszotta az 1. FC Köln elleni 2–1-s hazai bajnokit.
December 12-én lépett pályára  első alkalommal a csapat színeiben nemzetközi porondon az Európa Ligában, az AS Saint-Étienne elleni 1–0-ra nyert mérkőzésén.
Három nap múlva szerezte első gólját a hetedik mérkőzésén a Borussia Mönchengladbach elleni 2–1-re nyert bajnokin, a 13. percben a találkozó nyitó gólját jegyezte.
2021. január 31-én lépett pályára 50. alkalommal a Wolfsburg színeiben az SC Freiburg elleni 3–0-s találkozón.

### RB Leipzig
2022. június 17-én kivásárolták a VfL Wolfsburg kötelékéből, és egy négyéves szerződést írt alá, 2026 nyaráig.
Augusztus 27-én debütált hazai környezetben a VfL Wolfsburg elleni 2–0-ra nyert mérkőzés második félidejének 81. percében.
Szeptember 6-án lépett pályára életében először a Bajnkok Ligája főtáblájában, a Sahtar Doneck elleni 1–4 során. 
Október 18-án a Hamburg elleni 4–0-s kupameccsen asszisztot jegyzett, majd az első gólját november 12-én a szerezte a Werder Bremen vendégeként 19. mérkőzésén, a 2–1-re nyert bajnoki győztes találatát lőtte.

## Válogatott karrier

### Ausztria
2018. márciusában Franco Foda hívta be első alkalommal az A-válogatottba.
Ebben a hónapban Szlovénia ellen debütált csereként a 90. percben Julian Baumgartlinger-t váltotta a 3–0-ra megnyert felkészülési mérkőzésen.
November 18-án a 8. mérkőzésén szerezte első gólját az Észak-Írország elleni 1–2-s idegenbeli Nemzetek Ligája mérkőzésen.
2021 nyarán tagja volt a csapat 26-fős keretének amely képviselte az országot a 2021-es Európa Bajnokságon.
Az első eb-mérkőzését Észak-Macedónia ellen végigjátszotta, majd a további két csoportmeccsen a hollandok és az ukránok ellen is kezdőként lépett pályára. 
A torna utolsó mérkőzését a nyolcaddöntőben a későbbi győztes Olaszország ellen játszották, de az összecsapást a 2×15 perces hosszabbításban 2–1-re elvesztették.
A csapatban második gólját a 27., míg a harmadikat a 33. mérkőzésén szerezte Dánia és Olaszország ellen.

## Statisztika
2024. december 20-i állapot szerint.
| Klub              | Szezon           | Bajnokság         | Bajnokság | Bajnokság | Kupa  | Kupa  | Nemzetközi | Nemzetközi | Egyéb | Egyéb | Összes | Összes |
| Klub              | Szezon           | Liga              | Mérk.     | Gólok     | Mérk. | Gólok | Mérk.      | Gólok      | Mérk. | Gólok | Mérk.  | Gólok  |
| ----------------- | ---------------- | ----------------- | --------- | --------- | ----- | ----- | ---------- | ---------- | ----- | ----- | ------ | ------ |
| FC Liefering      | 2014/15          | 2. Liga           | 11        | 0         | —     | —     | —          | —          | —     | —     | 11     | 0      |
| FC Liefering      | 2015/16          | 22                | 3         | 22        | —     | —     | —          | —          | —     | —     | 3      |        |
| FC Liefering      | 2016/17          | 11                | 4         | 11        | —     | —     | —          | —          | —     | —     | 4      |        |
| FC Liefering      | 2017/18          | 2                 | 0         | 2         | —     | —     | —          | —          | —     | —     | 0      |        |
| FC Liefering      | Összesen         | Összesen          | 46        | 7         | 0     | 0     | 0          | 0          | 0     | 0     | 46     | 7      |
| Red Bull Salzburg | 2015/16          | O.Bundesliga      | 2         | 0         | 0     | 0     | —          | —          | —     | —     | 2      | 0      |
| Red Bull Salzburg | 2016/17          | O.Bundesliga      | 13        | 1         | 2     | 0     | 2          | 1          | —     | —     | 17     | 2      |
| Red Bull Salzburg | 2017/18          | O.Bundesliga      | 26        | 1         | 4     | 0     | 14         | 0          | —     | —     | 44     | 1      |
| Red Bull Salzburg | 2018/19          | O.Bundesliga      | 26        | 5         | 6     | 2     | 12         | 1          | —     | —     | 44     | 8      |
| Red Bull Salzburg | Összesen         | Összesen          | 67        | 7         | 12    | 2     | 28         | 2          | 0     | 0     | 107    | 11     |
| VfL Wolfsburg     | 2019/20          | Bundesliga        | 23        | 1         | 0     | 0     | 5          | 0          | —     | —     | 28     | 1      |
| VfL Wolfsburg     | 2020/21          | Bundesliga        | 32        | 2         | 3     | 0     | 3          | 0          | —     | —     | 38     | 2      |
| VfL Wolfsburg     | 2021/22          | Bundesliga        | 14        | 0         | 1     | 0     | —          | —          | —     | —     | 15     | 0      |
| Wolfsburg II      | 2019/20          | Regionalliga Nord | 1         | 0         | —     | —     | —          | —          | —     | —     | 1      | 0      |
| Wolfsburg II      | Összesen         | Összesen          | 70        | 3         | 4     | 0     | 8          | 0          | 0     | 0     | 82     | 3      |
| RB Leipzig        | 2022/23          | Bundesliga        | 22        | 1         | 4     | 0     | 7          | 0          | 0     | 0     | 33     | 1      |
| RB Leipzig        | 2023/24          | Bundesliga        | 29        | 0         | 2     | 0     | 8          | 1          | 1     | 0     | 40     | 1      |
| RB Leipzig        | 2024/25          | Bundesliga        | 4         | 0         | 1     | 0     | 0          | 0          | —     | —     | 5      | 0      |
| RB Leipzig        | Összesen         | Összesen          | 55        | 1         | 7     | 0     | 15         | 1          | 1     | 0     | 78     | 2      |
| KARRIER ÖSSZESEN  | KARRIER ÖSSZESEN | KARRIER ÖSSZESEN  | 238       | 18        | 23    | 2     | 51         | 3          | 1     | 0     | 313    | 23     |

Jegyzetek
1. 1 2 3 4  Mérkőzése(i) az Európa Ligában
2. ↑  Bajnokok Ligája: négy mérkőzés. 
 Európa Liga: nyolc mérkőzés; egy gól
3. 1 2  Mérkőzése(i) a Bajnokok Ligájában
4. 1 2  Mérkőzése(i) a DFL-Supercup-ban

### A válogatottban
2025. március 20-i állapot szerint.
| Ausztria | Ausztria | Ausztria |
| Év       | Mérk.    | Gólok    |
| -------- | -------- | -------- |
| 2018     | 8        | 1        |
| 2019     | 3        | 0        |
| 2020     | 6        | 0        |
| 2021     | 7        | 0        |
| 2022     | 9        | 2        |
| 2023     | 8        | 0        |
| 2024     | 2        | 1        |
| 2025     | 1        | 0        |
| Összesen | 44       | 4        |

## Sikerei, díjai
- Red Bull Salzburg:
  - Osztrák Bundesliga: 2015–16, 2016–17, 2017–18, 2018–19
  - Osztrák kupa: 2015–16, 2016–17, 2018–19
  - UEFA Ifjúsági Liga: 2016–17

- RB Leipzig
  - DFB-Pokal: (2022/23)
  - DFL-szuperkupa: (2023)

## Külső hivatkozások
- Xaver Schlager adatlapja a(z) RB Leipzig weboldalán (angolul)
- Xaver Schlager adatlapja a(z) Bundesliga weboldalán (angolul)
- Xaver Schlager adatlapja a Transfermarkt oldalon (angolul)
- Xaver Schlager adatlapja a Soccerway oldalon (angolul)
- Xaver Schlager profilja a Worldfootball oldalán (angolul)
- Xaver Schlager profilja a Weltfussball oldalán (németül)